# Косарики черепичасті
Косарики лучні, коса́рики черепи́часті, косарики черепитчасті (Gladiolus imbricatus) — багаторічна рослина родини півникових. Вид занесений до Червоної книги України у статусі «Вразливий». Декоративна та лікарська культура.

## Опис

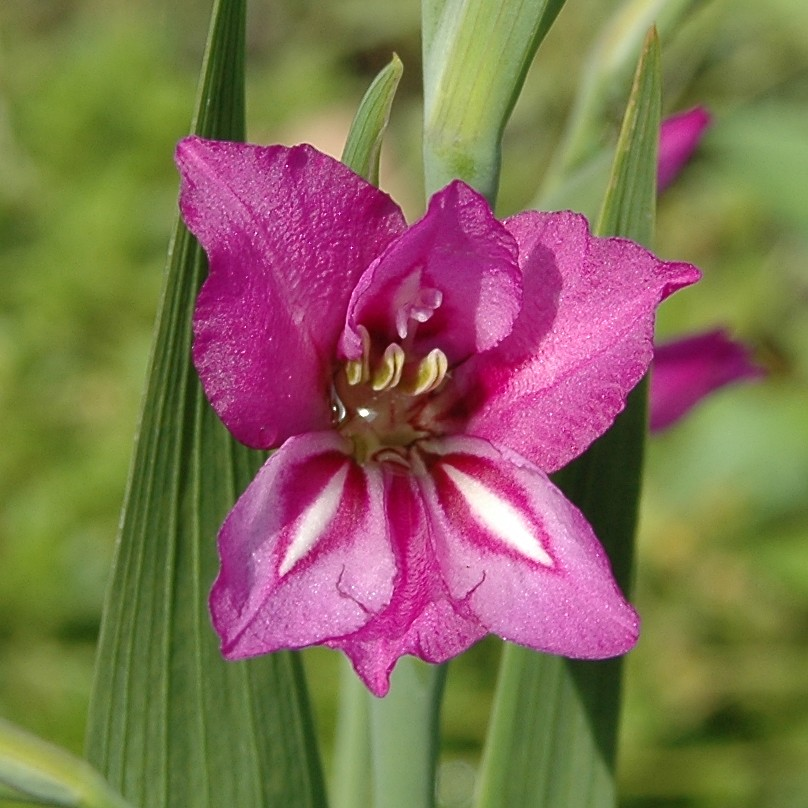
Вигляд квітки зсередини

Трав'яниста рослина 30–120 см заввишки. Бульбоцибулина до 2 см завширшки, округла, вкрита тонкими перетинчастими лусками. Стеблових листків 4–6: з них 1–2 нижніх лускоподібні, 2–3 середніх широколінійні або мечоподібні, 9–20 мм завширшки, а 1–2 верхніх вкорочені.
Суцвіття — однобічний, густий, короткий колос 7–11 см завдовжки, складається з 3–14 квіток (найчастіше їх 5–12). Оцвітина майже двогуба, зигоморфна, 25–35 мм завдовжки та 30–40 мм завширшки, пурпурово-лілового кольору з білими смугами. Частинки оцвітини овальні, дещо перекриваються, внизу зростаються у коротку, трохи вигнуту трубку, що сидить в обгортці з двох ланцетних приквітків з нижніми вузькоплівчастими краями. Тичинок три, маточка одна з ниткоподібним стовпчиком і трьома майже пелюсткоподібними приймочками. Плід — тристулкова обернено-яйцеподібна багатонасінна коробочка. Насінини плескуваті, овальні, крилаті, 4–6 мм завдовжки, коричневі.
У тканинах косариків черепичастих знайдено крохмаль, цукор, ефірну олію та специфічний глікозид ізофлавона іргеніна — іридин.

## Екологія
Рослина світлолюбна, віддає перевагу поживним, достатньо зволоженим, але добре дренованим, пухким ґрунтам. Типовими місцями зростання є вологі і заболочені луки, зарості чагарників, рідколісся, галявини, просіки, розріджені ялинові, дубові та вільхові ліси. У лісах росте невеликими групами, на луках переважно поодинці, зрідка можу утворювати великі скупчення.
Поновлюється вегетативно та насінням. Квітне в червні-серпні, у південних частинах ареалу цвітіння спостерігається в травні. Квіти цього виду добре пристосовані до перехресного запилення, хоча можливе й самозапилення. В молодих квітках стовпчик і приймочки розміщені над пиляками і притиснені до верхніх пелюсток, а в зріліших — стовпчик нахилений донизу, а приймочки перекривають шлях до нектару. Комахи, переважно бджоли, в одних квітках вимазуються пилком і переносять його на приймочки зріліших квіток, запилюючи їх. Плодоносить у серпні — жовтні.

## Поширення
Ареал виду доволі широкий і охоплює Центральну та Східну Європу, Балкани, Середземномор'я, Туреччину, Західний Сибір. В Україні косарики черепичасті у великій кількості трапляються лише в Карпатах, ізольовані популяції зростають в Поліссі, Розточчі, Опіллі. Дуже рідко цей вид можна знайти у західних лісостепових районах, на Лівобережжі та в Криму.

## Статус виду
Хоча косарики черепичасті є типовим компонентов лучних асоціацій, вони потерпають від сильного антропогенного впливу: під час меліоративних робіт і оранки гинуть бульбоцибулини, під час сінокосу — суцвіття, також поширене збирання квітів для букетів. Внаслідок цього вид стає дедалі більш рідкісним. В Україні ця рослина охороняється у Карпатському біосферному заповіднику, заповіднику «Розточчя», національних парках Карпатському, Шацькому, «Синевир», «Сколівські Бескиди».
Окрім національної Червоної книги косарики черепичасті занесені до Червоних книг Білорусі, Молдови, Казахстану, деяких областей Росії. Цю рослину охороняють в Польщі, Литві, Латвії, Естонії.

## Застосування
В культурі цей вид відомий з 1604 року. Хоча дикорослі косарики черепичасті поступаються красою культурним сортам, втім широко використовуються в селекційній роботі. Їх можна побачити у багатьох ботанічних садах світу, приватних колекціях садівників-аматорів. Враховуючи стійкість цього виду до морозів, вирощувати його навіть легше ніж культурній сорти, проте слід враховувати, що насіння цього виду потребує стратифікації.
Народна медицина використовує листя і бульбоцибулини косариків черепичастих. Листя збирають перед цвітінням, а бульбоцибулини — восени. З них виготовляють відвари, настої, компреси. Зовнішньо свіжу подрібнену сировину прикладають до ран, зубів для втамування болю і швидкого загоєння. Сушену сировину додають до пудри, настоєм омивають подразнену шкіру. Настій і відвар вживають в середину при гастритах, болях у кишці, папіломатозі сечового міхура, бронхітах.

## Систематика

### Підвиди та форми
| - Gladiolus imbricatus var. crispiflorus (Herb.) Nyman - Gladiolus imbricatus subsp. crispiflorus (Herb.) K.Richt. - Gladiolus imbricatus var. galiciensis (Besser) Nyman - Gladiolus imbricatus subsp. galiciensis (Besser) O.Schwarz | - Gladiolus imbricatus var. hygrophilus Boiss. & A.Huet ex Baker - Gladiolus imbricatus var. kotschyanus (Boiss.) Boiss. - Gladiolus imbricatus subsp. parviflorus K.Richt. |

### Синоніми
| - Gladiolus apterus Klokov - Gladiolus crispiflorus Herb. - Gladiolus galiciensis Besser - Gladiolus hygrophilus Boiss. & A.Huet ex Baker - Gladiolus imbricatus var. crispiflorus (Herb.) Nyman - Gladiolus imbricatus subsp. crispiflorus (Herb.) K.Richt. - Gladiolus imbricatus var. galiciensis (Besser) Nyman | - Gladiolus imbricatus subsp. galiciensis (Besser) O.Schwarz - Gladiolus libanoticus Boiss. & Kotschy - Gladiolus marschallii Poir. - Gladiolus neglectus Schult. - Gladiolus raddeanus Trautv. - Gladiolus rossicus Pers. - Sphaerospora imbricata (L.) Sweet |